# Керч
Керч (МФА: [kɛrt͡ʃ] ( прослухати)), Кєри́ч (крим. Keriç) — місто у складі Автономної Республіки Крим, центр Керченського району, місто-герой. Розташоване на узбережжі Керченської протоки, на сході Керченського півострова між Чорним і Азовським морями, за 209 км від Сімферополя (автошлях E97, із яким збігається М17, згодом маршрут переходить в Р23), на перетині важливих морських і сухопутних шляхів.
20,6 % площі міста зайнято під забудову. Зелені масиви і насадження займають 2750 га. Житловий фонд — понад 2,5 млн м². Протяжність міста уздовж берегової лінії — 55 км.
З березня 2014 року місто перебуває під російською незаконною військовою окупацією, що підтверджує Резолюція Генеральної Асамблеї ООН про підтримку територіальної цілісності України.

## Назва
За час свого існування місто мало багато назв.
З VI ст. до н. е. на місті сучасного міста існував давньогрецький поліс Пантікапей (дав.-гр. Παντικάπαιον, ймовірно «рибна путь» від іран. *panti — путь, шлях, дорога, *kapa — риба), однак його сталість до сучасного міста не доведена, у 370-ті роки місто було зруйноване за часів гунської навали.
З VI ст. н. е. місто відоме як Боспор, Боспорос, Боспор Кіммерійський (дав.-гр. Βόσπορος, букв. «місце переправи бика», дав.-гр. Βόσπορος Κιμμέριος), Крц, Крх, Крч (івр. כרץ), Керіш, Корчев (давньорус. Кърчевъ), Боспоро Кіммеріо, Воспро, Восперо, Васпро (італ. Bosphoro Cimmerio, Vospro), Аспро-Монте (італ. Aspro Monte, «неприступна гора»), Черкіо (італ. Cerchio, «круг», «коло»), Керч (італ. Cherz, тур. Kerç), Кєріч (крим. Keriç). З XVIII століття — Керч.
Сучасна назва міста гіпотетично походить від слов'янського слова «корчев» та тюркського «кереч» (крим. kireç, «вапно») — вапняк.
Український мовознавець Лучик Василь обґрунтовує походження від давньоруського кърчевъ, «такий, що характеризується корчами; розкорчований», у структурі якого суф. -евъ> приєднано до основи апелятива кърчъ < псл. *kъr̥čь «корч; викорчуване дерево або пень».
Російські вчені з XVIII століття відстоюють слов'янську версію походження назви, щоб виправдати права росії на Крим. Макс Фасмер вважав найбільш ймовірним походження назви міста від слова ко́рчить (корчувати), Олег Трубачов наполягав на походження назви від слова къркъ (гирло), що на його думку вказує на положення міста при протоці. При цьому Трубачов зазначав, що сучасна назва не походить безпосередньо від давньоруського Кърчевъ, а є передачею через тюркську мову з характерною гармонією голосних при відмінюванні (Керч → Керчі).

## Історія
Керч належить до стародавніх міст Східної Європи. Це одне з найдавніших міст сучасної України, а, можливо, і найдавніше.

### Доісторичний період
Місцина була заселена ще в доісторичний період. Так, на нинішній вулиці Еспланадній були знайдені зуби мамонта. Знахідку датують 100 — 40 тисячоліттям. Розкопки, проведені археологом Н. Д. Прасловим 1966 року біля мису Кара-Бурун та озера Тобечицького, виявили артефакти, віднесені до середнього палеоліту. А. І. Мельник 2009 року виявив пункт Камиш-Бурун зі знахідками мустьєрського періоду.
Чисельнішими на Керченському півострові були знахідки доби мезоліта (8000 — 5000 років до н. е.) та неоліту (5000 — 4000 рр. до н. е.) Вони відкриті завдяки зусиллям низки науковців, серед яких — А. Д. Архангельський, С. І. Забнін, П. Н. Заболоцький, А. А. Щепинський, Ю. Г. Колосов, Л. Г. Мацкевой, В. В. Вахонеєв, С. А. Шестаков. Від доби бронзи (III—I тисячоліття до н. е.) на Керченському півострові знайдені кургани з похованнями ямної, кемі-обинської, катакомбної та зрубної археологічних культур та колишні осідки тваринників та селян. Ці археологічні об'єкти досліджували — В. В. Веселов, І. Т. Круглікова, Лесков А. М., В. Г. Збенович, В. Д. Рибалова, С. С. Бессонова, А. Е. Кислий.
Кизил-кобинська культура (Х—V ст. до н. е.) репрезентує ранню залізну добу. Її представники і зіткнулися з грецькою колонізацією Північного Причорномор'я. Курган, що відносять до кизил-кобинської культури, досліджувала С. С. Бессонова.

### Грецька колонізація

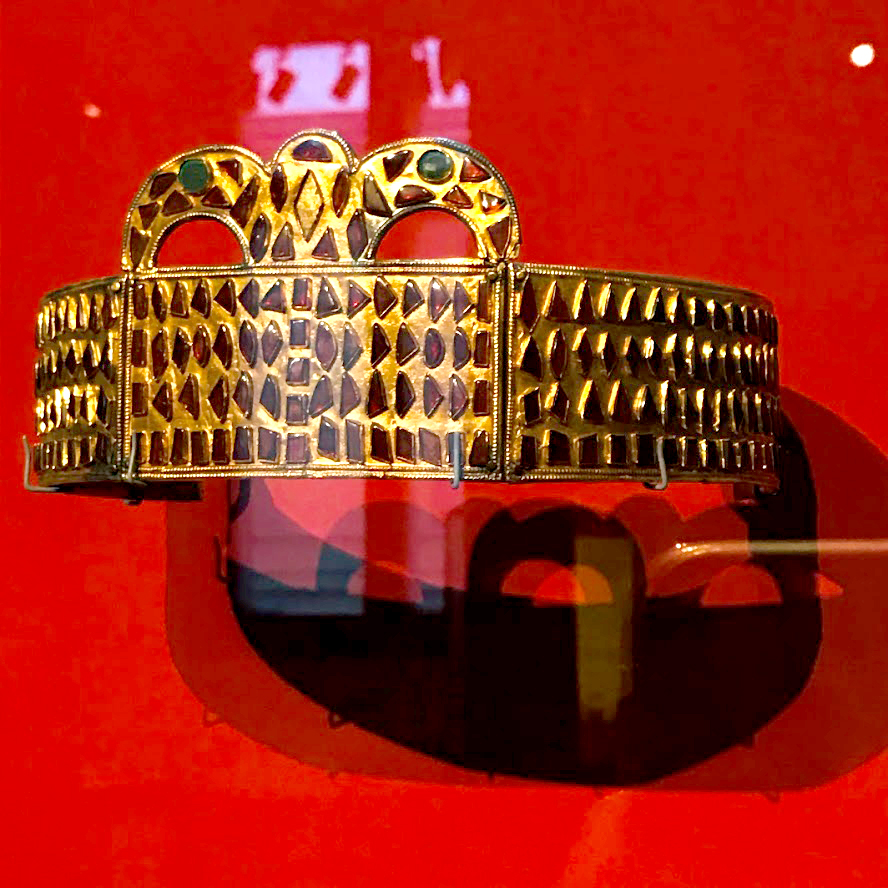
Керченська корона,Новий музей, Берлін, Німеччина

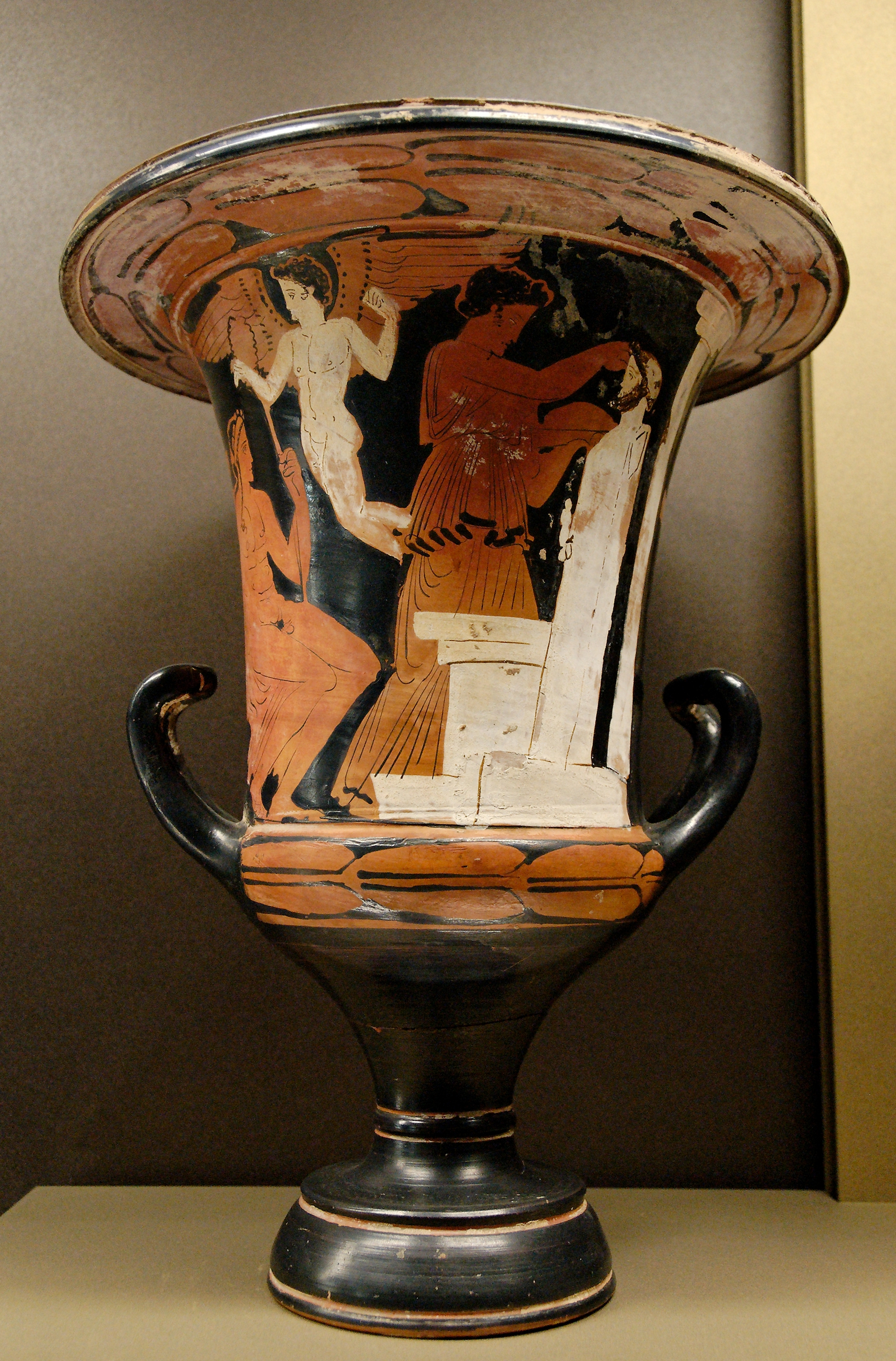
Керченська ваза. 375—350 рр. до н. е. Париж, Лувр

Нова хвиля грецької колонізації розпочалася добу архаїки, що охоплювала 8—6 століття до н. е. і наслідувала приклад пізньомікенського періоду. Колонізацію обумовила глибока економічна криза в поселеннях і містах як континентальної Греції, так і поселеннях на узбережжі Малої Азії. В деяких з міст владу у грецької аристократії перебрали на себе тирани — сильні особи, до вибороли фактично монархічну владу. Але в шостому столітті до н. е. зажевріла і нова ідея: виникають перші паростки рабовласницької демократії, особливо в Афінах, де встигли швидко пройти етап тиранічного правління. Процес колонізації підігрівали як дефіцит плодючих ґрунтів в Греції, так і перенаселеність. Розпадались родові зв'язки, а землі переходили до власників з лав грецької аристократії.
Грецька колонізація мала різний характер: стародавні колонії на Сицилії мали відверто сільськогосподарський характер, у Північному Причорномор'ї — переважала торгівля. Торгівля переважала в колоніях, заснованих вихідцями з міста Мілет, до яких належав і первісний Пантікапей. Колонізація була важливою справою, тому шукали відважного ватажка, а за порадами зверталися до оракула Аполлона в Дельфах.
За античними свідченнями, місто було засноване в 530 р. до н. е. як Пантікапей грецькими мореплавцями (вихідцями з Мілета) на місці кімерійських і скіфських поселень на вершині гори Мітрідат. Неподалік від Пантікапея виникли інші грецькі поселення, іноді раніше за нього: Мірмекій, Німфей, Тірітака, Порфмій та інші, назви яких не збереглися.

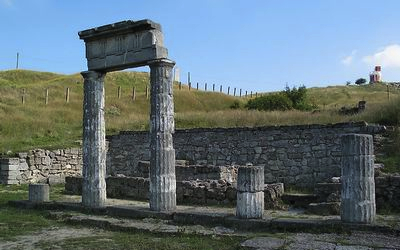
Пантікапей, руїни

Територія була поліетнічна. 480 року до н. е. виникла Боспорська держава монархічного типу, де головували Археанактіди. Територію називали Боспор Кімерійський, за назвою племені кімерійців. Але тут мешкали також греки, скіфи, сінди та меоти.
Ці поселення утворили Боспорську державу (царство), яка розташувалася обабіч Керченської протоки, а Пантікапей став її столицею. Слово «боспор» з грецької перекладається як «протока».
Головним джерелом прибутків Боспорського царства була торгівля збіжжям. Але розвивались також переробка риби, тваринництво, виноробство. Грецькі ремісники традиційно сприяли розвитку керамічного виробництва, ткацтва, ювелірства та металургії. Важливе місце посідала торгівля з місцевими племенами — яким продавали грецьку зброю, обладунки, виноградне вино, оливкову олію, ювелірні вироби, кераміку, тканини, бо грекам вже було що запропонувати.
У 437 році до н. е. до влади прийшла негрецька династія Спартокидів. Боспорське царство досягає вершин власного розвитку. До цього періоду (4—3 століття до н. е.) відносять найбільші кургани на околицях Керчі. Зовнішня політика боспорських царів спрямована на військове здобуття сусідніх земель. За боспорського царя Левкона (перша половина 4 ст. до н. е.) кордони Боспорської держави досягли гір Північного Кавказу. Торгівля в материковою Грецією не припинялась. В подяку за хліб монументи царям Боспора ставили навіть в Афінах.
Третє — перше століття до н. е. — період еллінізму. Після військових походів царя Олександра Македонського розпадається Афінський морський союз. Афіни втрачають власні вигідні позиції, слабшають і торговельні зв'язки з Боспором. Відтепер значніше місце посіли торговельні зв'язки з грецькими містами Малої Азії — Пергам, Сінопа, Гераклея та островами Родос та Делос. Експорт збіжжя скорочується через конкуренцію з дешевим хлібом, який везуть з Північного Єгипту. Але міста Боспора залишаються відомими ремісничими центрами.
Боспорське царство проіснувало понад вісім століть.

### У добу середньовіччя
У VI—VII ст. територія Пантікапею перейшла під зверхність Візантійської імперії. У VIII столітті — це володіння Хозарського каганату. В IX—X століттях Керч входила до складу грецького князівства Таматарха, що в нашій історіографії називають Тмутороканським князівством.
На початку XIV ст. на узбережжі Керченської протоки з'являються італійці. Виникає їх колонія Воспоро. Наприкінці XV ст. Керч, як і весь Крим, потрапив у залежність від османського султана.

### Російський період

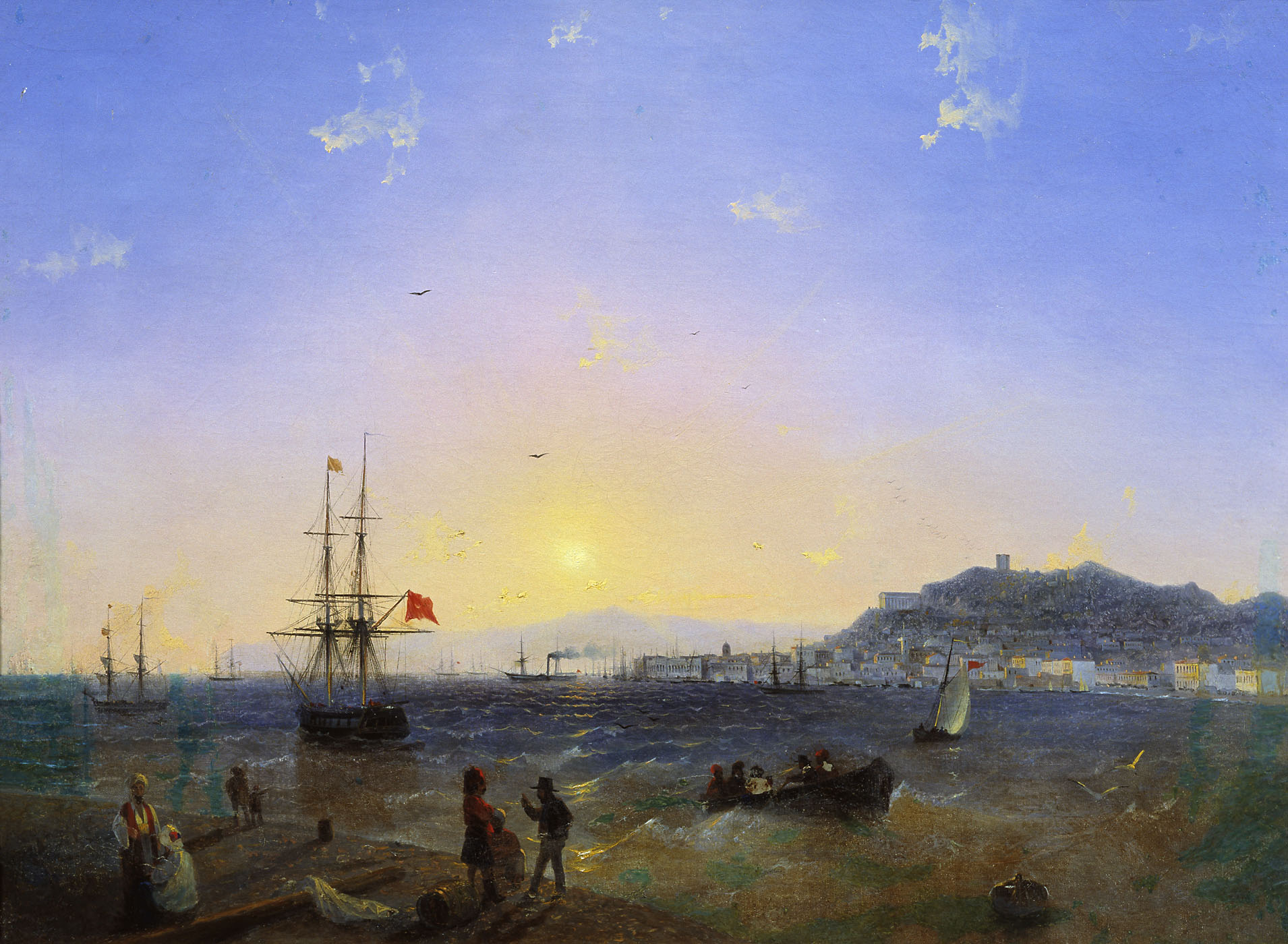
Керч у 1839. Іван Айвазовський

1771 року російські війська заволоділи Кримом, а 1774 (за умовами Кючук-Кайнарджійського мирного договору з Османською імперією) Російська імперія включила до складу своїх володінь Керч і Єні-кале (фортецю та містечко, зараз розташовані на північній околиці міста).
Після анексії Криму Російською імперією в місті росіянами було знищено — «зрівняно із землею» — 500 будівель, багато з них — в Керчі.
Особливе місце в історії Керчі займає перша половина XIX століття. Тоді Керч-Єнікалійським градоначальником став один із основоположників російської археології Іван Стемпковський. Йому належить містобудівна концепція міста, заснована на принципі «зв'язку часів». В основу забудови Керчі було покладена ідея поєднання античного і сучасного, збереження античної традиції. До того часу відносяться найбільші археологічні відкриття, а також створення Керченського музею старовини (1826). Тепер фондові колекції музею-заповідника налічують понад 160 тисяч одиниць зберігання, а його лапідарна колекція найбільша в Європі (2 тис. одиниць).
Наприкінці 19 століття Керч перетворюється на розвинуте промислове місто. У цей час було відкрито нову телеграфну станцію, збудовано тютюнову фабрику.
1900 почав діяти Брянський металургійний завод (нині — завод ім. Войкова) і завершено будівництво залізниці, яка зв'язала Керч із Москвою і Санкт-Петербургом.

### Радянський період

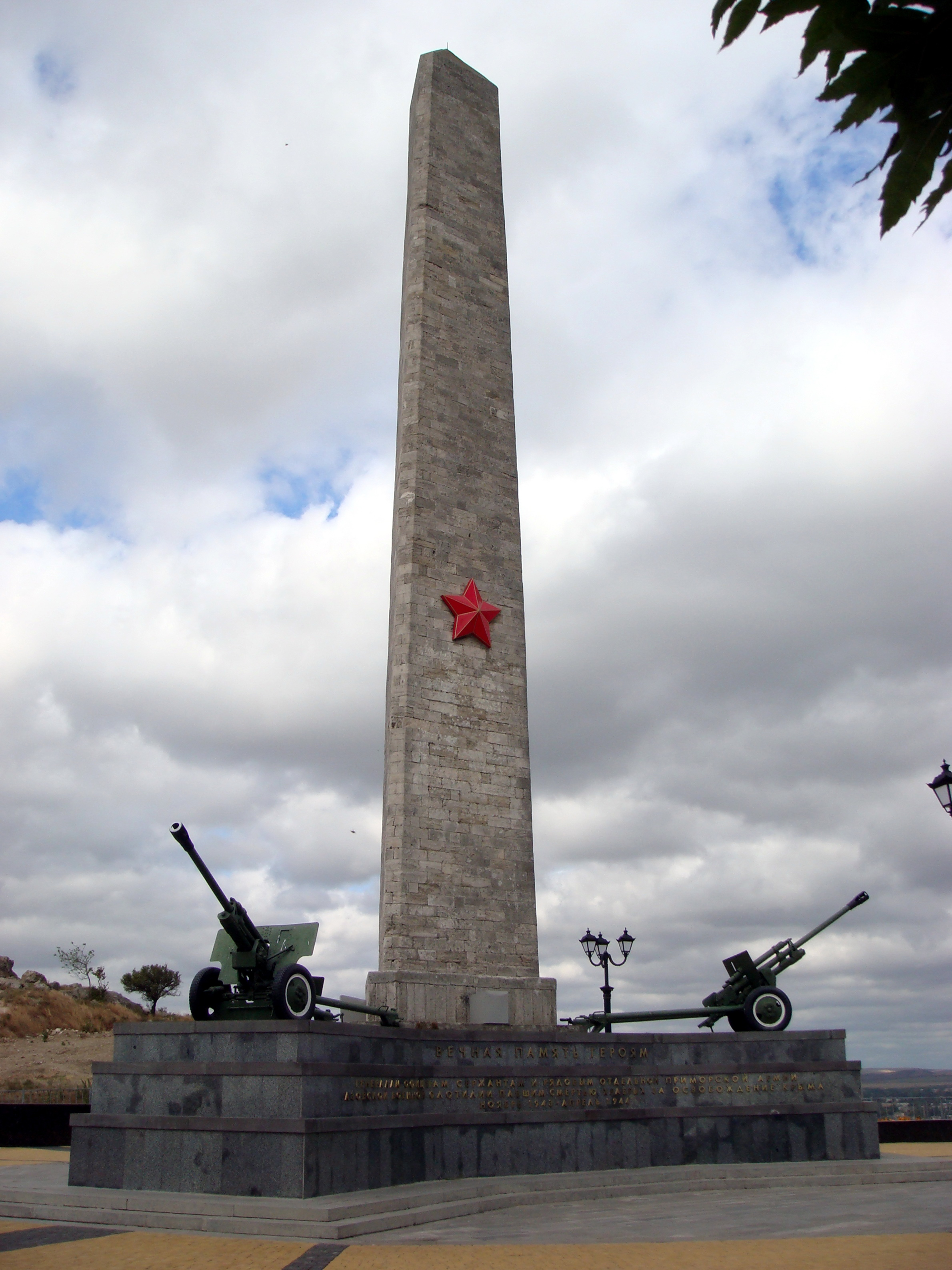
Обеліск Слави на горі Мітридат

У радянський період Керч стала значним промисловим центром. Металургійний завод ім. Войкова давав 20 % рейкового виробництва СРСР. Усього в місті працювало 71 промислове підприємство, діяло 36 шкіл, металургійний і судомеханічний технікуми, драматичний театр, 7 кінотеатрів, проживало понад 170 тис. мешканців.

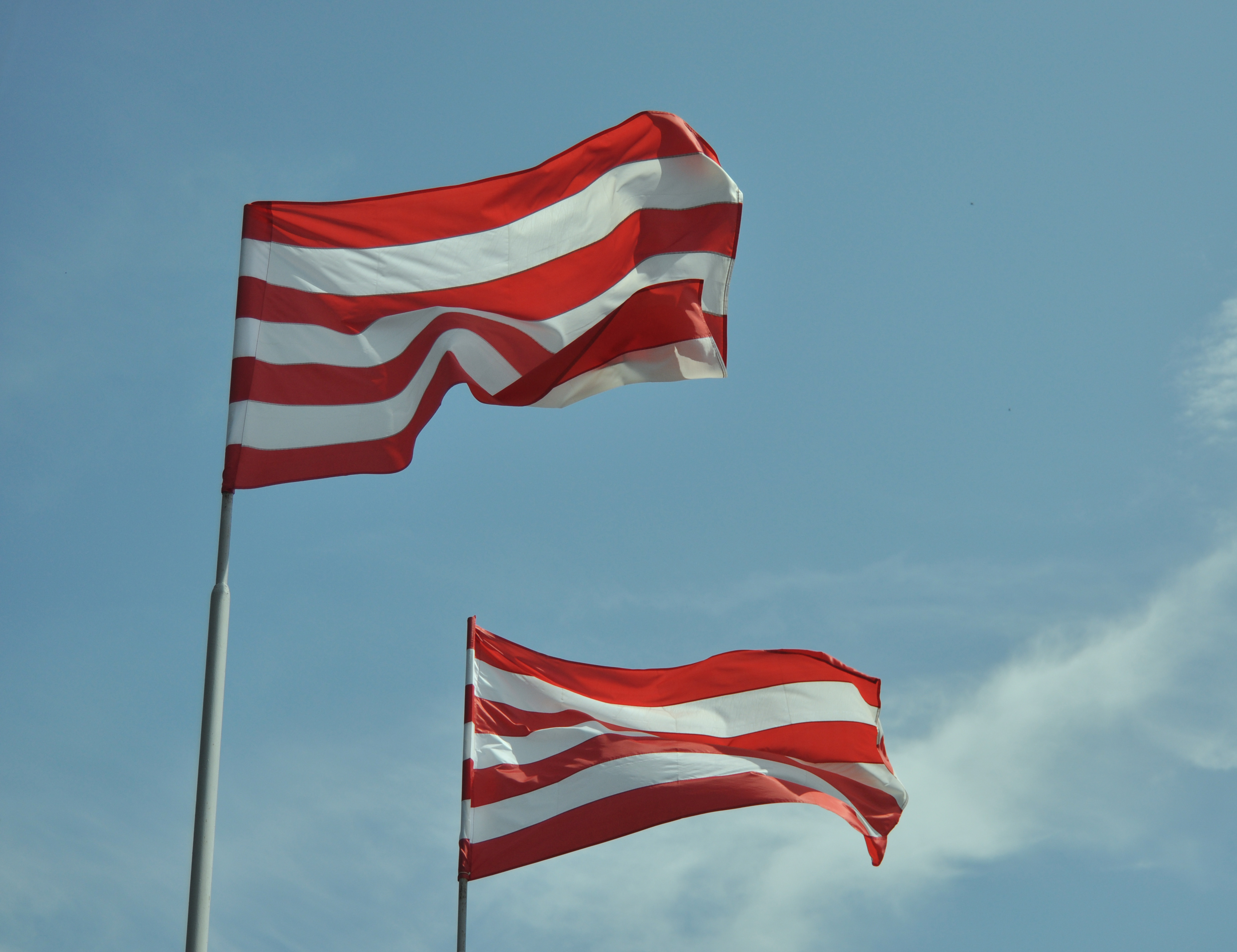
Прапор Керчі. Кількість червоних смуг символізує періоди міста: античність, середньовіччя, відродження, сучасність, а також 4 основні спільноти (греки, скіфи, тюрки, слов'яни)

З 1938 до 1988 рр. Керч була поділена на три адміністративні райони.

#### Друга світова війна
Друга світова війна залишила масу руїн та братських могил. Місто було двічі окуповано. У грудні 1941 року, після 1,5-місячної окупації, Керч було звільнено. Письменник Петро Павленко, побувавши в ті дні в Керчі, пізніше згадував:
Коли я побачив Сталінград, він не зворушив мою уяву, так я до нього вже бачив Керч.
19 травня 1942 року місто знову захоплено німецько-фашистськими військами, а наступного дня вони окупували весь Керченський півострів. Частина бійців та командирів, що перекривали переправу радянських військ на Таманський півострів, пішла в Аджимушкайські каменоломні, перетворивши їх у підземну фортецю. В живих залишились одиниці.
Про жорстокі бої за Керч нагадують обеліски, на братських могилах воїнів, яких особливо багато вздовж узбережжя Керченської протоки, пам'ятники, вулиці, що названі іменами героїв, у тому числі і керчан, що боролися за рідне місто.
14 вересня 1973 р. місто удостоєне звання «Міста-героя» з врученням Ордену Леніна і медалі Золота Зірка.
Тут також є меморіальний комплекс з обеліском Слави на горі Мітридат, підземний музей та меморіал на честь захисників Аджимушкайських каменоломень, величний меморіал і музей на місці висадки Ельтигенського десанту в листопаді 1943 р.

### Новітній час
У повоєнні часи місто було відроджено.
1954 року Кримську область і у тому числі м. Керч було передано до складу УРСР
1971 року місто почало забезпечуватися дніпровською водою завдяки побудованому Північно-Кримському каналу.
На початку 2014 р. під час Євромайдану у Києві у Керчі відбулися антиукраїнські мітинги, організовані спецслужбами сусідньої Росії, а в лютому почалось захоплення Кримського півострова агресором і одним з перших захоплених об'єктів була Керченська поромна переправа. На той час у місті розташовувались 501-й окремий батальйон морської піхоти, 127-й батальйон берегової охорони ЗСУ, а також загін прикордонників, які швидко були оточені і нейтралізовані російськими загарбниками. Невдовзі більшість військовослужбовців-кримчан порушила присяги і перейшла на бік ворога.
|                                    |  |  |
| Пам'ятна монета "2600 років Керчі" |  |  |

17 жовтня 2018 р. в окупованій Росією Керчі студент Владислав Росляков відкрив стрілянину в політехнічному коледжі. Його жертвами стала 21 особа, у тому числі 5 викладачів, 43 поранених потрапили до лікарень, а сам вбивця застрелився у бібліотеці свого коледжу. За деякими даними, у перестрілці взяли участь і співробітники силових структур РФ, які врешті-решт і застрелили Рослякова.
25 листопада 2018 р. стався Інцидент у Керченській протоці: в Азовському морі після проходу через Керченську протоку в міжнародних водах в ході прямого зіткнення зі спецпризначенцями РФ у Керченського моста були обстріляні і захоплені три корабля ВМС України, які направлялись з Одеси до Маріуполя; 23-х членів екіпажів було захоплено у полон, при цьому поранено трьох українських моряків. Провідні держави світу засудили цей черговий акт агресії з боку Росії, а в Україні було тимчасово введено воєнний стан у 10-ти областях.

## Населення
Розподіл населення за віком та статтю (2001)
| Стать | Всього | До 15 років | 15-24  | 25-44  | 45-64  | 65-85  | Понад 85 |
| --- | ------ | ----------- | ------ | ------ | ------ | ------ | -------- |
| Чоловіки | 71 742 | 11 307      | 12 121 | 20 943 | 20 081 | 7075   | 215      |
| Жінки | 86 270 | 10 863      | 11 570 | 23 461 | 25 210 | 14 228 | 938      |
| \| Статево-вікова піраміда \| Статево-вікова піраміда \| Статево-вікова піраміда \| \| ----------------------- \| ----------------------- \| ----------------------- \| \| Чоловіки \| Вік \| Жінки \| \| 215 \| 85 + \| 938 \| \| 409 \| 80-84 \| 1349 \| \| 1250 \| 75-79 \| 3412 \| \| 2582 \| 70-74 \| 4845 \| \| 2834 \| 65-69 \| 4622 \| \| 5007 \| 60-64 \| 7102 \| \| 3446 \| 55-59 \| 4102 \| \| 5604 \| 50-54 \| 6768 \| \| 6024 \| 45-49 \| 7238 \| \| 5400 \| 40-44 \| 6762 \| \| 5525 \| 35-39 \| 6292 \| \| 4755 \| 30-34 \| 5160 \| \| 5263 \| 25-29 \| 5247 \| \| 5899 \| 20-24 \| 5793 \| \| 6222 \| 15-20 \| 5777 \| \| 5373 \| 10-14 \| 5239 \| \| 3413 \| 5-9 \| 3230 \| \| 2521 \| 0-4 \| 2394 \| |        |             |        |        |        |        |          |
| Статево-вікова піраміда |        |             |        |        |        |        |          |
| Чоловіки | Вік    | Жінки       |        |        |        |        |          |
| 215 | 85 +   | 938         |        |        |        |        |          |
| 409 | 80-84  | 1349        |        |        |        |        |          |
| 1250 | 75-79  | 3412        |        |        |        |        |          |
| 2582 | 70-74  | 4845        |        |        |        |        |          |
| 2834 | 65-69  | 4622        |        |        |        |        |          |
| 5007 | 60-64  | 7102        |        |        |        |        |          |
| 3446 | 55-59  | 4102        |        |        |        |        |          |
| 5604 | 50-54  | 6768        |        |        |        |        |          |
| 6024 | 45-49  | 7238        |        |        |        |        |          |
| 5400 | 40-44  | 6762        |        |        |        |        |          |
| 5525 | 35-39  | 6292        |        |        |        |        |          |
| 4755 | 30-34  | 5160        |        |        |        |        |          |
| 5263 | 25-29  | 5247        |        |        |        |        |          |
| 5899 | 20-24  | 5793        |        |        |        |        |          |
| 6222 | 15-20  | 5777        |        |        |        |        |          |
| 5373 | 10-14  | 5239        |        |        |        |        |          |
| 3413 | 5-9    | 3230        |        |        |        |        |          |
| 2521 | 0-4    | 2394        |        |        |        |        |          |

Населення — 151 тис. осіб. (2001)
В 1897 — 33 тис., 1926 — 34 тис., 1939—104,5 тис., 1959 — 98 тис., 1962—107 тис.
Національний склад населення за переписом 2001 року:
|                 | чисельність | частка, % |
| росіяни         | 124 430     | 78,7      |
| українці        | 24 298      | 15,4      |
| білоруси        | 1 795       | 1,1       |
| кримські татари | 1 635       | 1,0       |
| вірмени         | 518         | 0,3       |
| татари          | 383         | 0,2       |
| євреї           | 322         | 0,2       |
| молдавани       | 280         | 0,2       |
| азербайджанці   | 228         | 0,1       |

## Засоби масової інформації

### FM-радіостанції
Через окупацію півострова мовлення всеукраїнських та регіональних радіостанцій припинено.
| №п/п | Частота, МГц | Назва                  | Потужність, кВт        | Адреса вежі                               | Передавач                         |
| ---- | ------------ | ---------------------- | ---------------------- | ----------------------------------------- | --------------------------------- |
| 1    | 90.4         | Trance                 | піратська ретрансляція | західна частина міста + центр на пагорбах |                                   |
| 2    | 100.3        | Українське радіо       | 0.5                    | вул. Орджонікідзе 144-А                   | щогла РТПЦ                        |
| 3    | 100.7        | Перець FM              | 0.1                    | вул. Чернишевського 47-А                  |                                   |
| 4    | 101.4        | NRJ                    | 1                      | вул. Чернишевського 47-А                  |                                   |
| 5    | 102.6        | Наше радіо             | 0.1                    | вул. Чернишевського 47-А                  |                                   |
| 6    | 103.6        | Хіт FM                 | 0.2                    | вул. Чернишевського 47-А                  |                                   |
| 7    | 104.8        | Радіо П'ятниця         | 0.25                   | вул. Чернишевського 47-А                  |                                   |
| 8    | 105.3        | Trans-M-Radio          | 0.04                   | вул. Орджонікідзе 144-А                   | автодром, вежа ПрАТ «МТС Україна» |
| 9    | 105.7        | Radio Shanson          | 0.1                    | вул. Чернишевського 47-А                  |                                   |
| 10   | 106.4        | Радіо Байрактар (план) | 0.2                    | вул. Чернишевського 47-А                  |                                   |
| 11   | 107.2        | Радіо НВ               | 0.5                    | вул. Чернишевського 47-А                  |                                   |
| 12   | 107.6        | Мелодія FM             | 0.1                    | вул. Чернишевського 47-А                  |                                   |

## Культура

### Пам'ятки
- Залишки античних боспорських міст,
- Царський курган,
- Мелек-Чесменський курган,
- Церква Іоанна Предтечі VIII—IX століть. Найдавніший у Східній Європі наземний християнський храм, що зберігся до наших днів.
- Історичний музей,
- Гора Мітрідат із Великими мітрідатськими сходами, Обеліском Слави і Вічним вогнем,
- Фортеця Єні-Кале,
- Фортеця Керч.
- Аджимушкайські каменоломні

### Музеї
- Керченський історико-культурний заповідник
- Картинна галерея (Керч)
- Керченський історико-археологічний музей
- Меморіальні комплекси Аджимушкайських каменоломень і в селищі Ельтиген.

|                                         |
| Єні-Кале. Брама і південно-західна вежа |

|                   |
| Керченська мечеть |

|                                                    |
| Храм усікновення глави Іоанна Предтечі, Х століття |

|                |
| Судова будівля |

|                                             |
| Будівля жіночої гімназії (нині гімназія №2) |

|                                          |
| Меморіал «Героям Ельтігенського десанту» |

|                                |
| Баклани на скелях посеред моря |

## Економіка
У Керчі діють підприємства гірничорудної, металургійної, суднобудівної, рибопереробної, легкої і харчової промисловості. Корисні копалини: залізняк, газ, нафта, вапняк-черепашник, вапняк, флюс, мергель, пісок, доломіт, цегельно-черепична глина, гіпс тощо.
До значних підприємств Керчі належать:
- Суднобудівний завод «Залів», збудований 1938 року, який зараз входить до холдингу КрАЗ.
- Керченський металургійний комбінат імені Петра Войкова
- Керченський стрілочний завод
- Керченський морський рибний порт
- Керченський судноремонтний завод
- Керченський морський торговельний порт
- Керченський морський порт «Комиш-Бурун»
- Керченський рибоконсервний завод «Пролив»
- Також діє порт «Крим», поромна переправа Крим — Порт Кавказ, де до 2014-го діяв пункт контролю Крим.

## Інфраструктура

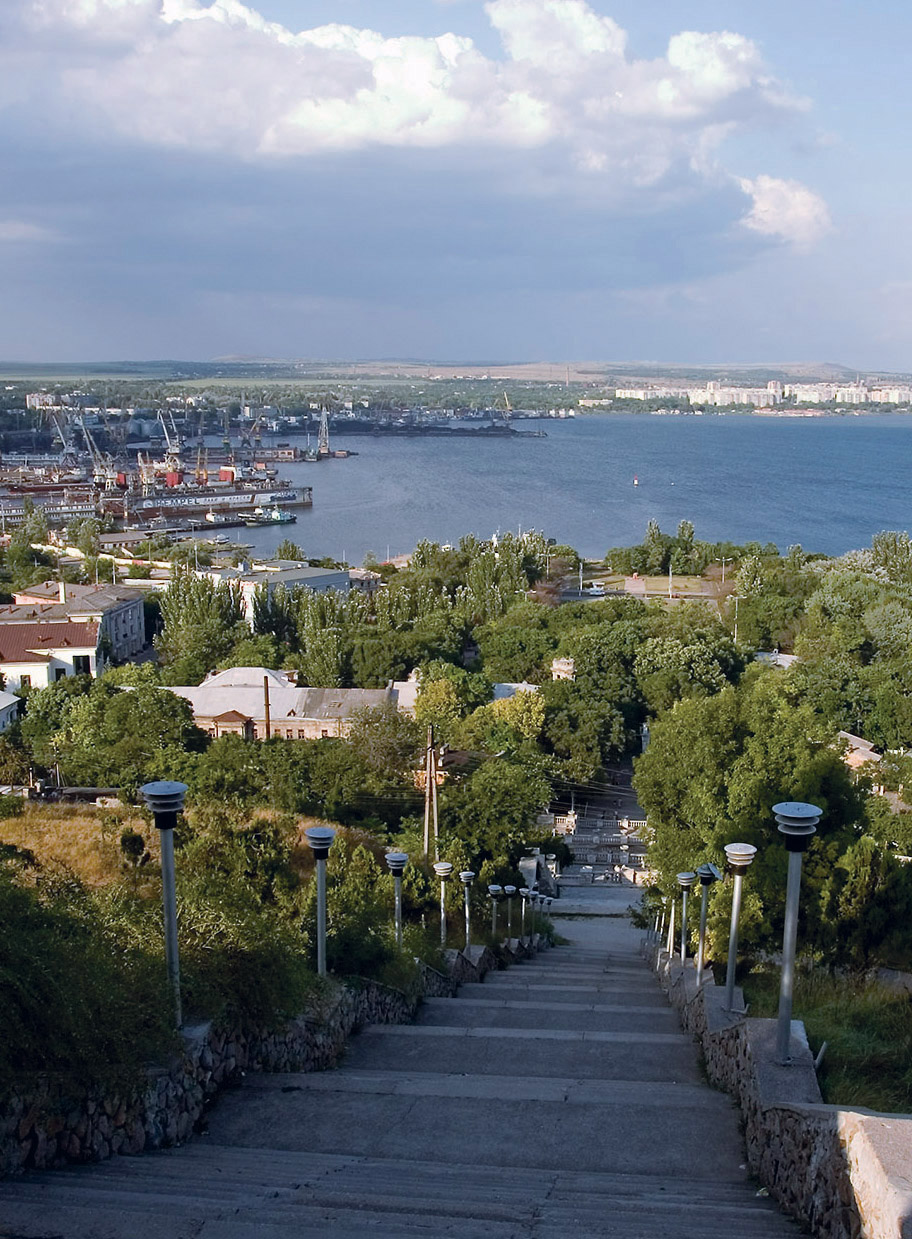
Сходи на гору Мітрідат

У місті діє 28 загальноосвітніх шкіл, 27 дошкільних установ, 6 професійно-технічних училищ, 3 технікуми, НДІ «Югніро», 5 вузів; 9 клубних установ, 3 палаци культури, 2 музичних школи, 3 кінотеатри, 19 бібліотек.
Медичні установи: 3 територіальних медичних об'єднання, дитяча лікарня, пологовий будинок, психоневрологічний диспансер, тубдиспансер, онкодиспансер, станції переливання крові і швидкої медичної допомоги, 9 санаторіїв, 24 будинки відпочинку.
Є 2 спортивних стадіони, дитячо-юнацький клуб фізичної підготовки, автошкола, спортивні секції.

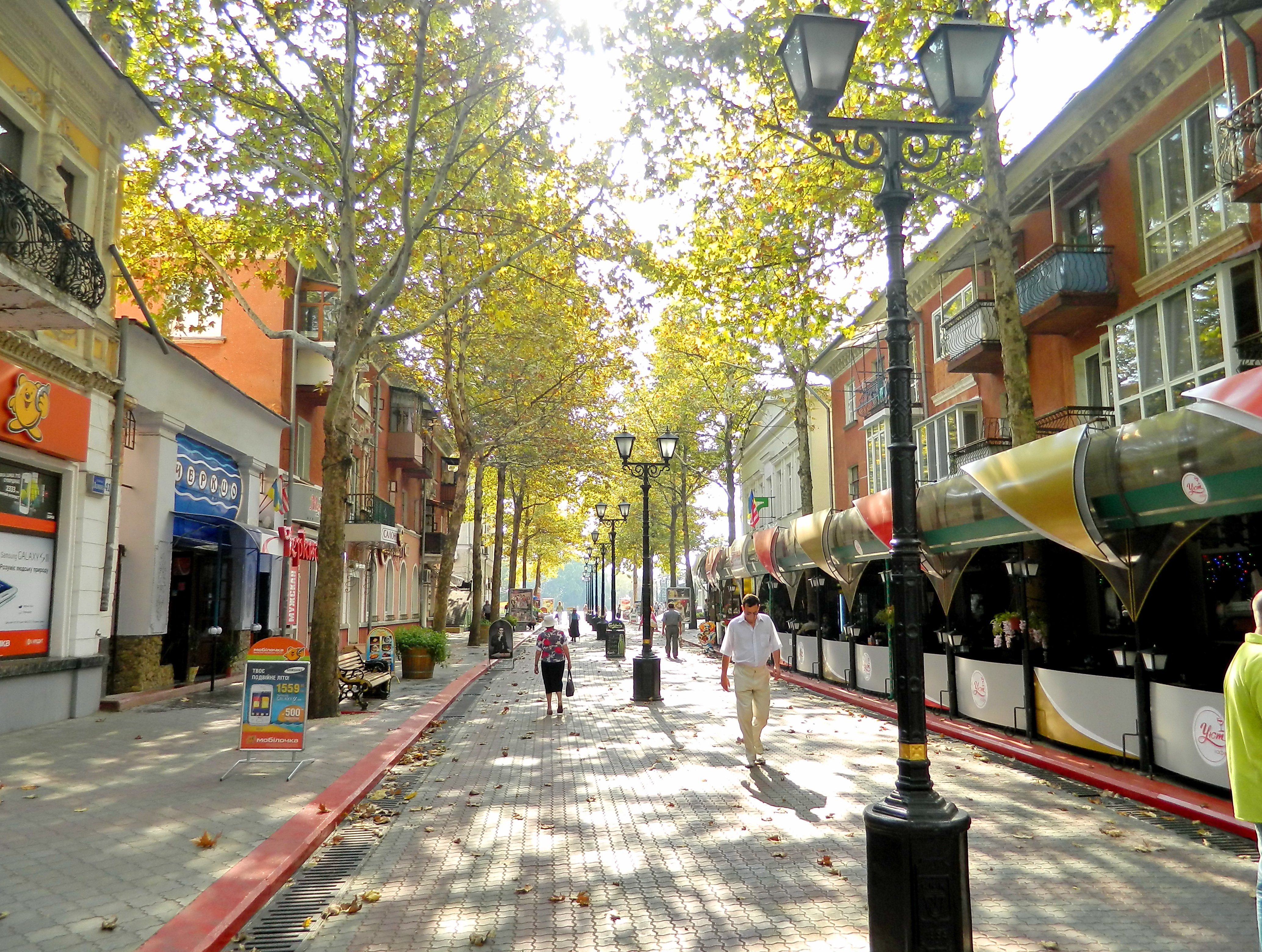
Вул. Леніна є центральною вулицею Керчі

Функціонують 11 туристичних фірм, готелі, відділення більш ніж 23х банків. Є також міський парк відпочинку і культури, 24 зони відпочинку вздовж узбережжя.
32 творчих колективи міста названі званнями «народного» і «зразкового». Зокрема існують заслужений ансамбль народного танцю «Керчанка», зразково-художній ансамбль скрипалів, оркестр популярної і джазової музики, навчально-виховний комплекс «Ліцей мистецтв», у який входять 6 колективів.
Керченська ТРК «Бриз» веде у місті власне радіомовлення, а також ретранслює 10 провідних радіостанцій України. У серпні 2013 року через тиск місцевої влади на ТРК «Бриз» під загрозою відключення опинилося усе радіомовлення міста.

### Транспорт
Керч має залізничну станцію. Основний громадський транспорт міста — автобуси, маршрутки і тролейбуси. До Німецько-радянської війни у місті діяв трамвай.
Перевезення пасажирів морським транспортом здійснюється тільки за міждержавним маршрутом (Україна-Росія).
Працює державна авіакомпанія «Керч» (міський аеропорт). В минулому за 18 км від міста був розташований аеродромний комплекс «Багерове», здатний приймати і відправляти повітряні судна цивільної і військової авіації всіх типів. У 2012 році за безцінь був проданий фірмі із Керчі і розібраний на будматеріали.

## Люди, пов'язані з містом

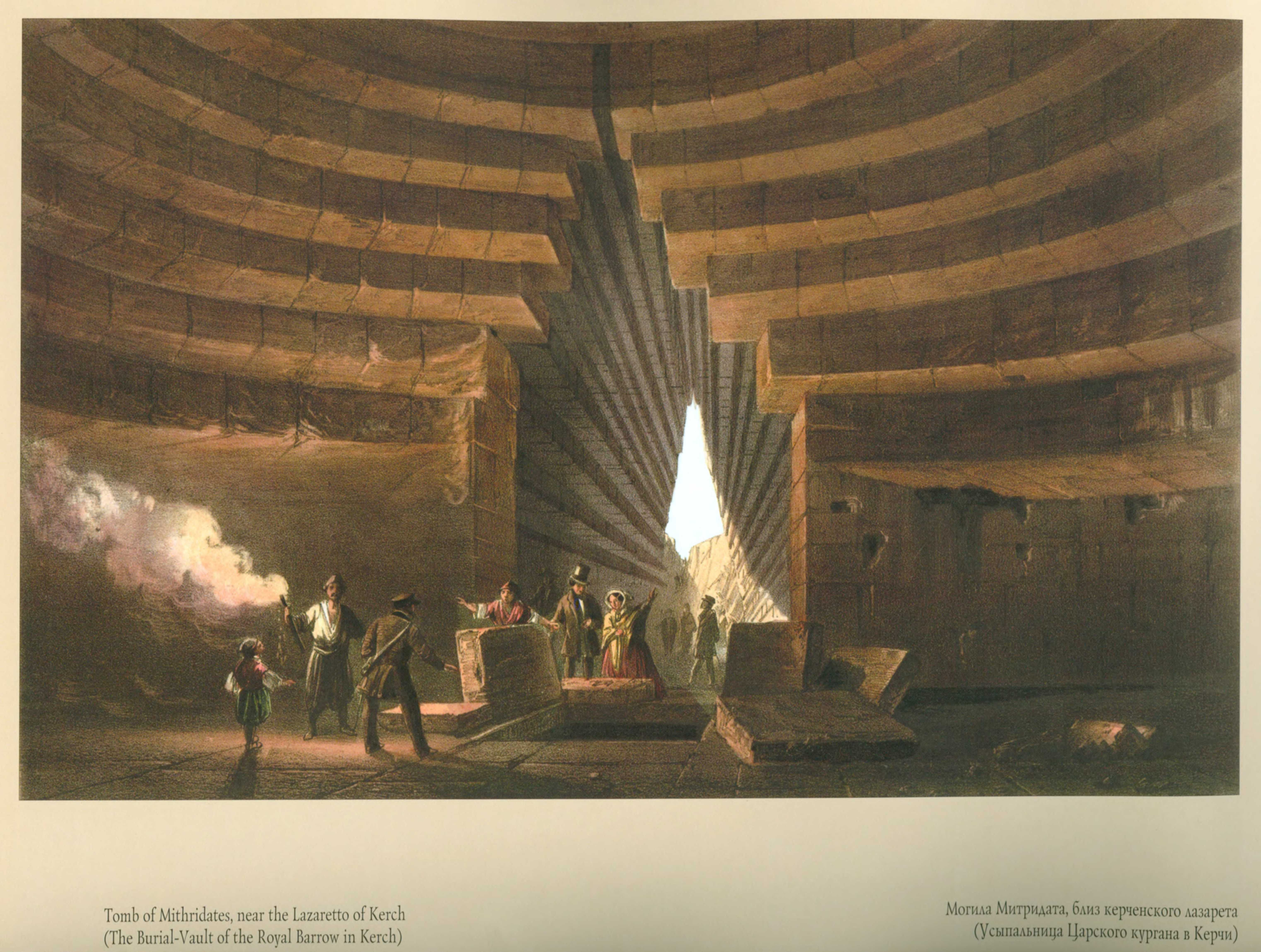
Карло Боссолі. Царський курган (1856).

- Мітрідат VI Евпатор, помер в Пантікапеї.
- Савмак (рр. н. і см. невід.) — керівник повстання скіфів, що спалахнуло в Боспорській державі 109—107 рр. до н. е, ймовірно представник правлячої династії скіфів.
- Аліме Абденанова (1924—1944) — учасниця нацистсько-радянської війни, Герой РФ (2014).
- Ашик Антон Бальтазарович (1801—1854) — археолог, перший директор Керченського музею.
- Андрусов Микола Іванович(1861—1924) — геолог, знавець неогенових відкладів, палеоеколог, академік.
- Белаш Олена Леонідівна (* 1938) — українська вчителька, відмінник освіти України, заслужений вчитель України.
- Бучік Олексій Іванович (01.05.1974 — 06.10.2022) — український військовик, учасник російсько-української війни[18].
- Вождєв Павло Олександрович (1976—2016) — старший сержант Збройних сил України, учасник російсько-української війни.
- Володимир Шумейкін (* 1924) — український балетмейстер.
- Кириченко Олександр Миколайович (1884—1971) — ентомолог, знавець напівтвердокрилих комах, професор.
- Липа Іван Львович(1865—1923) — український громадський та військовий діяч.[19]
- Мітіліно Михайло Іванович (1875—1930) — український юрист.
- Балатуків Алі-Бей(1885 — ?) — підполковник Армії Української Народної Республіки
- Первенцев Аркадій Олексійович (1905—1981) — російський письменник, сценарист. Лауреат Державної премії СРСР (1948) за фільм «Третій удар». Троюрідний брат поета Володимира Маяковського.
- Доренко Сергій Леонідович (1959—2019) — російський тележурналіст.
- Кемський Сергій Олександрович (1981—2014) — український політолог, журналіст, громадський активіст, учасник Євромайдану, Герой України.
- Рустем Мамут оглу Аблятіфов (1964—2022) — український кримськотатарський громадський діяч, проживав у місті з 1992 року, військовий, 24 вересня 2022 року загинув під час боїв з російськими окупантами в Херсонській області.
- Єфросініна Марія Олександрівна — українська телеведуча.
- Карциганов Євген Олександрович — український графік.
- Уляна Лопаткіна — народна артистка Росії, балерина, солістка Маріїнського театру.
- Альона Свиридова — російська співачка.
- Яцентковський Олексій Володимирович (1880—1942)- професор, вчений-ентомолог і викладач
- Єпіфанцев Георгій Семенович (1939—1992) — радянський і російський актор театру і кіно

## Див. також

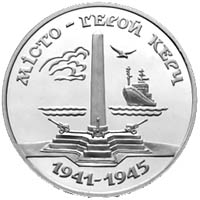
Монета НБУ — Місто-герой Керч